# مؤسسه بیمه و سنوات معلمان آمریکا
مؤسسه بیمه و سنوات معلمان آمریکا (انگلیسی: Teachers Insurance and Annuity Association of America) شرکت خدمات مالی و مدیریت سرمایه‌گذاری آمریکایی است، که در سال ۱۹۱۸ توسط اندرو کارنگی تأسیس شد و هم‌اکنون دارایی تحت مدیریت شرکت‌های زیرمجموعه آن بالغ بر یک تریلیون دلار برآورد می‌شود. دفتر مرکزی این موسسه در منهتن، نیویورک قرار دارد.